# Starflyer (Fahrgeschäft)

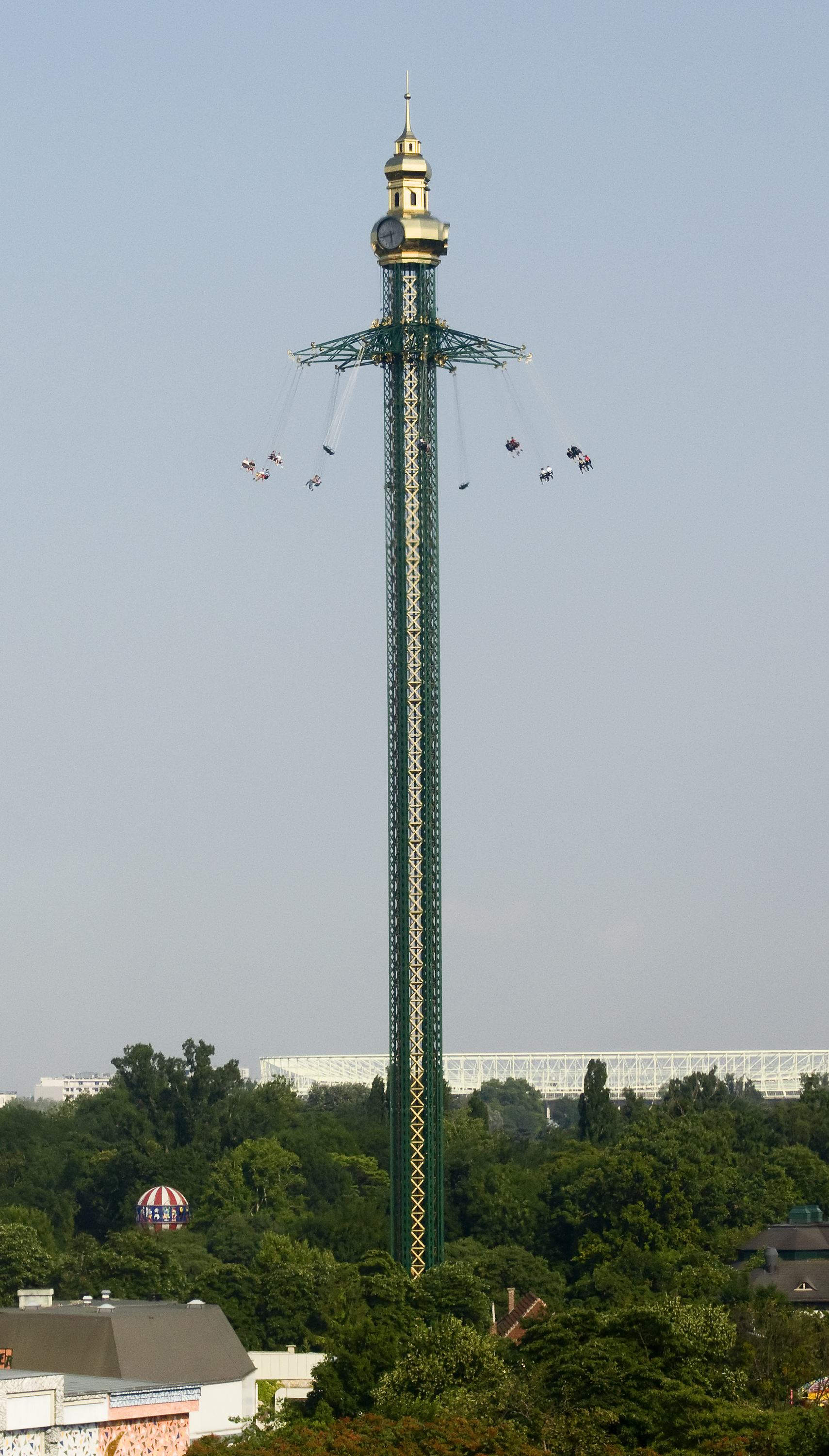
Praterturm in Wien

Der Starflyer ist als Fahrgeschäft eine besondere Bauart des Kettenkarussells des österreichischen Herstellers Funtime. Andere Hersteller haben die Idee kopiert und bauen ähnliche Fahrgeschäfte.
Er besteht aus einer Struktur, an der die Gondeln befestigt sind. Diese verfügt über einen Antrieb und setzt die Gondeln in Rotation. Gleichzeitig wird die Aufhängekonstruktion an einem freistehenden Stahlfachwerkturm in die Höhe gezogen. Am höchstgelegenen Punkt verlangsamt der Starflyer meist seine Fahrt, bevor die sich drehende Aufhängekonstruktion wieder zu Boden heruntergelassen wird. Die Fahrzeit beträgt etwa vier Minuten. Starflyer existieren sowohl in stationärer als auch transportabler Ausführung.
Seit dem 4. September 2020 ist der neueröffnete Allgäuflieger im Skyline-Park mit 142 Meter, die höchste stationäre Ausführung dieses Fahrgeschäftes.
Zuvor waren der Praterturm im Wiener Wurstelprater. mit 117 Meter, Eclipse im Gröna Lund Vergnügungspark sowie der Texas Sky Screamer im Six Flags over Texas mit jeweils 121 Meter sowie NewEngland SkyScreamer mit 125 m die höchsten Starflyer bei der jeweiligen Eröffnung.

## Rocket

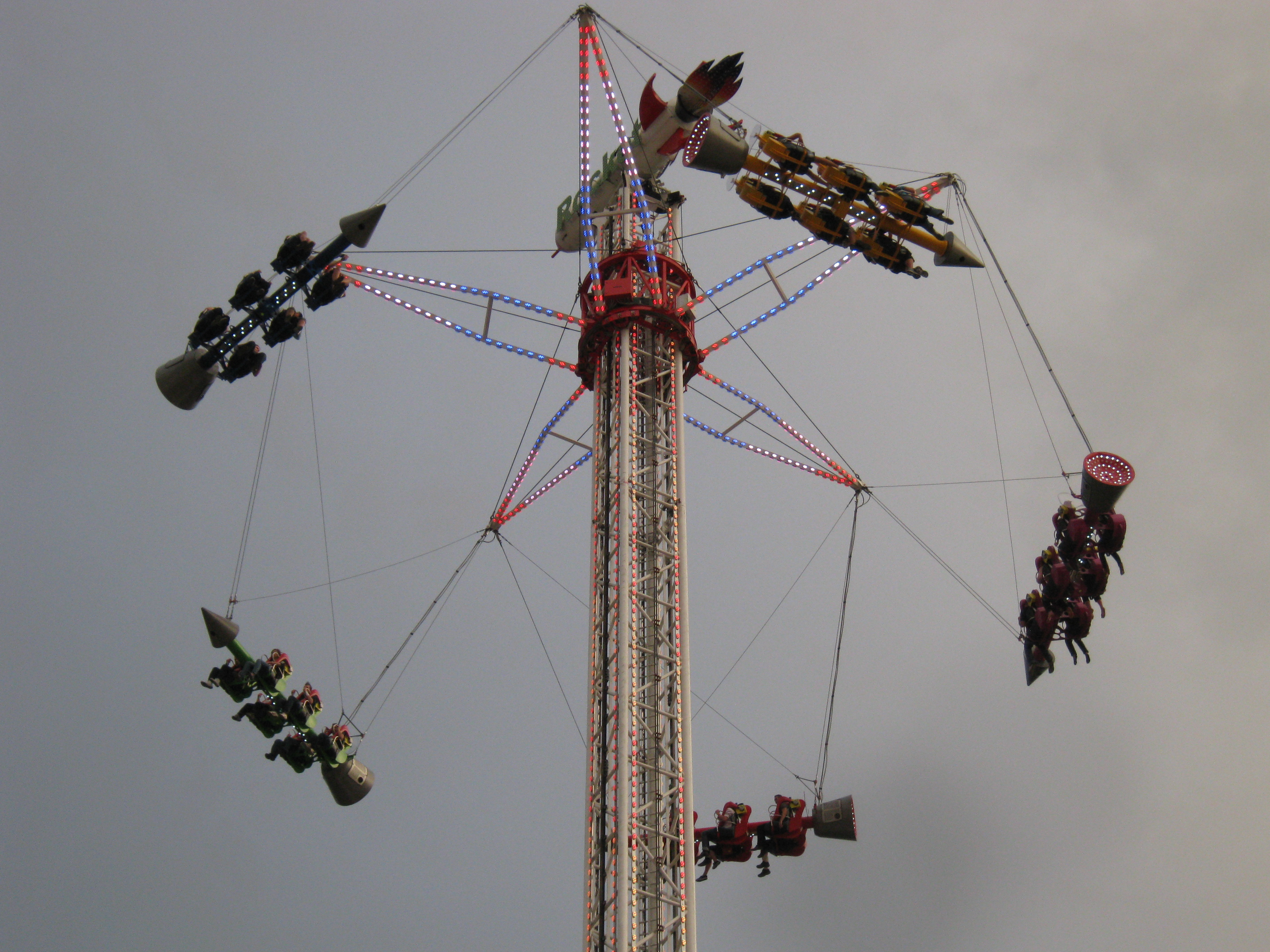
Detailansicht Fahrgeschäft Rocket

Rocket ist ein dem Starflyer ähnelndes Kettenkarussell des Schaustellerbetriebs Goetzke. Das transportable, 62,5 Meter hohe Hochfahrgeschäft von Funtime hatte 2010 auf der Düsseldorfer Rheinkirmes Premiere. Anders als der Starflyer hat es keine einzeln aufgehängten Sitze, sondern trägt an fünf stangenförmigen Trägern, die an Auslegern mit Seilen befestigt sind, jeweils sechs Sitze für die maximal 30 Fahrgäste.
Während der Fahrt, bei der die Ausleger auf 60 Meter Höhe angehoben werden, wird die Stange, an der die Sitze befestigt sind, mehrfach gedreht, so dass der Fahrgast wiederholt mit dem Kopf nach unten in der Gondel sitzt.